# Villa d’Almè
Villa d’Almè (lombardul: Éla d'Almé) település Olaszországban, Lombardia régióban, Bergamo megyében. Lakosainak száma 6499 fő (2023. január 1.). Villa d’Almè Almè, Sorisole, Almenno San Salvatore, Sedrina és Ubiale Clanezzo községekkel határos.

## Népesség
A település lakossága az elmúlt években az alábbi módon változott:
| Lakosok száma | 6697 | 6672 | 6499 |
|               | 2017 | 2018 | 2023 |